# Bistum Karonga
Das Bistum Karonga (lat.: Dioecesis Karonganus) ist eine in Malawi gelegene römisch-katholische Diözese mit Sitz in Karonga. 

## Geschichte
Das Bistum Karonga wurde am 21. Juli 2010 durch Papst Benedikt XVI. mit der Apostolischen Konstitution Quo in Malavio aus Gebietsabtretungen des Bistums Mzuzu errichtet und dem Erzbistum Blantyre als Suffraganbistum unterstellt. Erster Bischof wurde Martin Anwel Mtumbuka.
Am 9. Februar 2011 wurde das Bistum Karonga dem Erzbistum Lilongwe als Suffraganbistum unterstellt.